# Katrin Vankova
Katrin Vankova (bulgarisch Катрин Ванкова, * 20. Oktober 1994 in Sofia) ist eine bulgarisch-spanische Schauspielerin.

## Leben
Katrin Vankova wurde am 20. Oktober 1994 in Sofia geboren. Als sie 5 Jahre alt war, wanderten ihre Eltern nach Spanien aus und zogen nach Barcelona.
Ihr Debüt auf einer Bühne hatte sie im Alter von 7 Jahren. Diese Erfahrungen brachten sie dazu, später eine professionelle Schauspielausbildung in den Studios von Nancy Tuñón und Laura Jou in Barcelona zu absolvieren.
Um ihre schauspielerischen Fähigkeiten weiter auszubauen, nahm sie an diversen Workshops mit Fachleuten der Branche teil und arbeitete sowohl im Kino als auch im Theater.
2020 trat sie in der Rolle Júlia in Justicia am Teatre Nacional de Catalunya auf. Im selben Jahr stellte sie Laura in der Amazon-Serie Alex Rider dar.
In ihrem neusten Film Massive Talent (2022) trat sie an der Seite von Nicolas Cage, Neil Patrick Harris und Pedro Pascal als Maria auf.
Im Herbst/Winter 2022 soll sie in der zweiten Staffel der Netflix-Serie Warrior Nun zu sehen sein.
In einem Interview berichtete sie, dass sie anfangs in Spanien Schwierigkeiten gehabt hätte, Rollenangebote zu erhalten, da sie aufgrund ihres Namens für eine Russin gehalten wurde. Sie führt dies auf die mangelnde Struktur zur Unterstützung von Schauspielern in Spanien zurück.

## Filmografie

### Fernsehserien
- 2017: Nit i dia (Fernsehserie, 2 Folgen)
- 2018: Snatch (Fernsehserie, 2 Folgen)
- 2019: Com si fos ahir (Fernsehserie, 6 Folgen)
- 2020: La fossa (Fernsehserie, 4 Folgen)
- 2020: Alex Rider (Fernsehserie, 5 Folgen)
- TBA: Warrior Nun (Fernsehserie)

### Filme
- 2017: El Ladrón de Secretos (Kurzfilm)
- 2018: El vent és això
- 2018: Just Friends (Kurzfilm)
- 2018: Open (Kurzfilm)
- 2018: Atopica (Kurzfilm)
- 2019: Vox (Kurzfilm)
- 2020: Tara and the Blue (Kurzfilm)
- 2021: Each one of us (Dokumentation)
- 2022: Last days on earth (Kurzfilm)
- 2022: Massive Talent

## Theaterengagements
- 2015: Pedro Páramo am Almeria Teatre in Barcelona, Regie: Pau Miró
- 2020: Justicia am Teatre Nacional de Catalunya in Barcelona, Regie:Guillem Clua

## Auszeichnungen und Nominierungen
Als einzige spanische Schauspielerin wurde sie als Teilnehmerin der Berlinale Talents 2019 ausgewählt.
| Jahr | Auszeichnung                                     | Kategorie                      | Nominierter Titel | Ergebnis | Quelle      |
| ---- | ------------------------------------------------ | ------------------------------ | ----------------- | -------- | ----------- |
| 2018 | Sitges Festival: Blood Red Carpet Award          | Vielversprechende Darstellerin | -                 | Gewonnen | [ 2 ] [ 4 ] |
| 2020 | Trofeo Barcelona Indie Filmmakers Fest (BARCIFF) | Beste Darstellerin             | Atopica           | Gewonnen | [ 5 ]       |